# Condado de Coos (Oregon)
O Condado de Coos é um dos 36 condados do Estado americano do Oregon. A sede do condado é Coquille, e sua maior cidade é Coquille. O condado possui uma área de 4 678 km² (dos quais 553 km² estão cobertos por água), uma população de 62 779 habitantes, e uma densidade populacional de 15 hab/km² (segundo o censo nacional de 2000). O condado foi fundado em 1853.